# کاخامارکا
کاخامارکا (به اسپانیایی: Cajamarca) یک شهر در پرو است که در Cajamarca Province واقع شده‌است.

## خواهرخوانده
شهرهای Treptow-Köpenick، اواراز و اسپولتو خواهرخوانده‌های کاخامارکا هستند.